# Robert Schläpfer

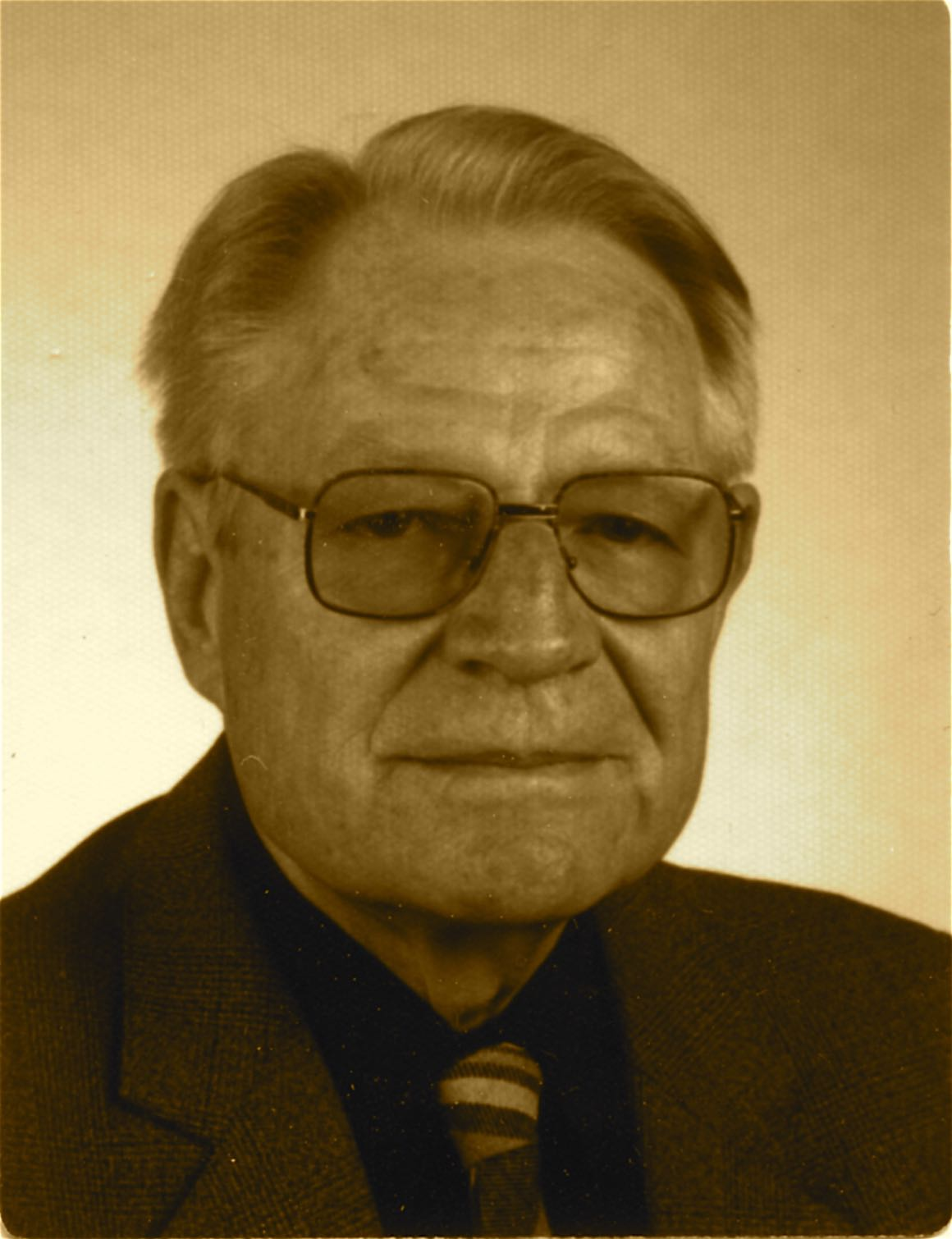
Robert Schläpfer (1923–2001)

Robert Schläpfer (* 26. Dezember 1923 in Zürich; † 14. Oktober 2001 in Liestal) war ein Schweizer Dialektologe und Sprachwissenschafter.

## Leben
Robert Schläpfer, Bürger von Zürich und Trogen, wuchs als Sohn eines Metzgers und einer ehemaligen Weissnäherin in Zürich auf. Nach dem Besuch der dortigen Primar- und Sekundarschule besuchte er die kantonale Oberrealschule (heute Mathematisch-Naturwissenschaftliches Gymnasium). Er studierte anschliessend Deutsche Sprach- und Literaturwissenschaft, Geschichte und Volkskunde an der Universität Zürich, unter anderem bei dem Sprachwissenschaftler Rudolf Hotzenköcherle und beim Volkskundler Richard Weiss. In den letzten Semestern des Studiums und nach dem Abschluss während insgesamt sieben Wintersemestern war er Explorator für den Sprachatlas der deutschen Schweiz, der von Heinrich Baumgartner und Rudolf Hotzenköcherle begründet wurde. Er promovierte bei Rudolf Hotzenköcherle über die Mundart des Kantons Basel-Landschaft.
Nach der Heirat 1951 mit Elisabeth Frick übersiedelte die Familie 1955 von Zürich nach Liestal, wo Robert Schläpfer eine Stelle als Lehrer an der Realschule (heute Sekundarschule) übernahm. 1961 wurde er in Liestal Konrektor des ersten basellandschaftlichen Gymnasiums, von 1965 bis 1975 Direktor des neu gegründeten Kantonalen Lehrerseminars in Liestal. Ab 1976 arbeitete Schläpfer am Sprachatlas der deutschen Schweiz und gleichzeitig als Lektor beim Lehrmittelverlag sabe. Gleichzeitig begann seine Lehrtätigkeit an der Universität Basel, zuerst als Lektor und nach seiner Habilitation zunächst als Privatdozent. Nach Ernst Erhard Müllers vorzeitiger Emeritierung 1979 trat er faktisch dessen Nachfolge als vollamtlicher Extraordinarius für Deutsche Philologie, insbesondere für Dialektologie, an. Nachfolgerin seinerseits wurde Annelies Häcki Buhofer, deren Stelle wieder zum Ordinariat erhoben wurde.

## Forschung
Schläpfer war in erster Linie Dialektologe. Seine Dissertation, die auf den von ihm durchgeführten Aufnahmen für den Sprachatlas der deutschen Schweiz beruht, ist eine umfassende Darstellung der Baselbieter Mundart mit Bezügen zur elsässischen und baselstädtischen Mundart. 1984 gab er mit dem Band Die Sprachlandschaften der deutschen Schweiz Rudolf Hotzenköcherles – unvollendet gebliebene – Interpretation der Daten des Sprachatlasses der deutschen Schweiz heraus, welche dieser infolge seines vorzeitigen Todes nicht mehr selbst hatte publizieren können. Einen weiteren Schwerpunkt bildete das Verhältnis zwischen Standarddeutsch und Schweizerdeutsch.
Die Begegnung mit einem – nach dessen eigenen Aussagen – Jenischen weckte sein Interesse für die Sondersprachen. Schläpfer publizierte zusammen mit Hansjörg Roth dessen ab 1961 aufgezeichnete Lebensgeschichte (Allein auf dieser verdammten Welt, 1996) und legte eine systematische Sammlung des jenischen Wortschatzes an. Von 1975 bis 1980 gehörte er der Radgenossenschaft der Landstrasse als Vorstandsmitglied an. Das auf der Grundlage von Schläpfers Sammlung von Roth erarbeitete und publizierte Jenische Wörterbuch stiess bei den jenischen Organisationen Zigeunermission, Radgenossenschaft der Landstrasse und Verein Schäft Quant allerdings auf Ablehnung.
Schläpfer war der Herausgeber der beiden sprachwissenschaftlichen Reihen Reihe Sprachlandschaft (25 Bände, 1984–2000) und Studienbücher Sprachlandschaft (4 Bände, 1988–1993).

## Werke
- Baselbieterdeutsch gestern, heute, morgen. In: Baselbieter Heimatbuch 22 (1999), S. 41–44.
- (mit Beat Rüegger und Fritz Stolz:) Mundart und Standardsprache im reformierten Gottesdienst. Eine Zürcher Untersuchung. Sauerländer, Aarau 1996 (Reihe Sprachlandschaft, Band 18).
- (mit Jürg Gutzwiller und Beat Schmid:) Das Spannungsfeld zwischen Mundart und Standardsprache in der deutschen Schweiz. Spracheinstellungen junger Deutsch- und Welschschweizer. Eine Auswertung der Pädagogischen Rekrutenprüfungen 1985. Sauerländer, Aarau 1991 (Pädagogische Rekrutenprüfungen. Wissenschaftliche Reihe, Band 12).
- Schweizerhochdeutsch in einem hochdeutschen Wörterbuch für die deutsche Schweiz. In: Walter Haas, Anton Näf (Hrsg.): Wortschatzprobleme des Alemannischen. Universitätsverlag, Freiburg/Schweiz 1983 (Germanistica Friburgensia, Band 7), S. 45–57.
- Jenisch. Zur Sondersprache des Fahrenden Volkes in der deutschen Schweiz. In: Schweizerisches Archiv für Volkskunde, Basel, Bd. 67 (1981), S. 13–38.
- Schweizerhochdeutsch und Binnendeutsch. In: Heinrich Löffler, Karl Pestalozzi, Martin Stern (Hrsg.): Standard und Dialekt. Studien zur gesprochenen und geschriebenen Gegenwartssprache. Francke, Bern/München 1979, S. 151–157.
- Die Mundart des Kantons Baselland. Versuch einer Deutung der Sprachlandschaft der Nordwestschweiz. Huber, Frauenfeld 1956 (Beiträge zur schweizerdeutschen Mundartforschung, Band 5).
- Die Einleitung der Ehe in einem Bündner Dorf. Der Hengertbrauch und seine gegenwärtige Wandlung in St. Peter. In: Schweizerisches Archiv für Volkskunde, Basel, Bd. 48 (1952), S. 1–30.

Herausgeberschaft
- (mit Hans Bickel:) Die viersprachige Schweiz. 2., neu bearbeitete Auflage. Sauerländer, Aarau 2000 (Reihe Sprachlandschaft, Band 25), ISBN 3-7941-3696-9.
- (mit Hansjörg Roth:) Allein auf dieser verdammten Welt. Das andere Leben des Josef Knöpflin. Helbing und Lichtenhahn, Basel 1996.
- (mit Hans Bickel:) Mehrsprachigkeit – eine Herausforderung. Sauerländer, Aarau 1994 (Reihe Sprachlandschaft, Band 13) und Helbing & Lichtenhahn, Basel 1994.
- (mit Rudolf Trüb:) Rudolf Hotzenköcherle: Dialektstrukturen im Wandel. Gesammelte Aufsätze zur Dialektologie der deutschen Schweiz und der Walsergebiete Oberitaliens. Sauerländer, Aarau 1986 (Reihe Sprachlandschaft, Band 2).
- (mit Niklaus Bigler:) Rudolf Hotzenköcherle: Die Sprachlandschaften der deutschen Schweiz. Sauerländer, Aarau 1984 (Reihe Sprachlandschaft, Band 1).
- Die viersprachige Schweiz. Benziger, Zürich 1982.
- (mit Rudolf Hotzenköcherle sowie Konrad Lobeck, Rudolf Trüb und Paul Zinsli): Sprachatlas der deutschen Schweiz. Francke, Bern bzw. Basel 1962–1997.